# Minty und die Monduhr
Minty und die Monduhr (Alternativtitel: Minty in der Mondzeit; Originaltitel: Moondial) ist eine britische Fernsehserie für Kinder, produziert und ausgestrahlt von BBC im Jahre 1988. Geschrieben wurde die Serie von Helen Cresswell, von der auch die Buchvorlage stammt.

## Handlung
Die Geschichte handelt von einem jungen Mädchen, das bei seiner Tante lebt, nachdem ihr Vater gestorben ist und die Mutter bei einem Autounfall schwer verletzt worden ist. Minty verbringt viel Zeit auf dem Grundstück eines benachbarten Anwesens und entdeckt dort eine Sonnenuhr, die es ihr ermöglicht, eine Zeitreise in das viktorianische Zeitalter zu unternehmen. Dort trifft sie auf die beiden Kinder Tom und Sarah, die sie aus ihrem eigenen unglücklichen Leben befreien muss.

## Weitere Informationen
Von Anhängern der BBC-Fernsehserien für Kinder in den 1980er Jahren wird Minty in der Mondzeit sehr geschätzt. Zahlreiche Aufnahmen dieser Serie sind auf dem Gelände von Belton House in Lincolnshire entstanden. Die Bilder wirken traumähnlich und fantastisch.
Minty und die Monduhr wurde produziert von Paul Stone, Regie führte Colin Cant. Als Schauspieler wirkten ferner mit: Valerie Lush als Mintys Tante Mary, Arthur Hewlett als der geheimnisvolle alte Mr World und Jacqueline Pearce in einer Doppelrolle als bösartige Miss Vole im viktorianischen Zeitalter und Geisterjägerin Miss Raven in der Gegenwart.
In Deutschland wurde Minty und die Monduhr unter dem Titel Minty in der Mondzeit erstmals im März 1990 im ZDF ausgestrahlt, zuletzt im Juni 1992 im ZDF und im Juli 1992 auf ORF eins.
Von Minty und die Monduhr erschien in Großbritannien 1997 eine VHS-Kassette (Spielzeit: 112 Minuten) in englischer Sprache und im August 2000 eine DVD mit der gleichen Spielzeit, ebenfalls in englischer Sprache.
Die Serie wurde am 13. Mai 2016 in einer Komplettbox von Pidax-Film auf DVD veröffentlicht.